# Woodville (Géorgie)
Pour les articles homonymes, voir Woodville.
Woodville est une ville du comté de Greene, en Géorgie.

## Géographie
D'après le bureau du recensement des États-Unis, sa superficie est de 13 km2.

### Démographie
Au recensement de 2010, la population était de 400 habitants, avec 136 ménages et 99 familles résidentes. La densité était de 31,4 hab/km2.
La répartition ethnique majoritaire était de 29.5% d'Euro-Américains et 69.5% d'Afro-Américains. En 2010, le revenu moyen par habitant était de 14 550 dollars avec 28.1% sous le seuil de pauvreté.
| 1920 | 1930 | 1940 | 1950 | 1960 | 1970 |
| ---- | ---- | ---- | ---- | ---- | ---- |
| 458  | 332  | 458  | 484  | 372  | 379  |

| 1980 | 1990 | 2000 | 2010 | - | - |
| ---- | ---- | ---- | ---- | - | - |
| 455  | 415  | 400  | 321  | - | - |

## Source
- (en) Cet article est partiellement ou en totalité issu de l’article de Wikipédia en anglais intitulé « Woodville, Georgia » (voir la liste des auteurs).